# 基瓦索
基瓦索（義大利語：Chivasso），是意大利北部皮埃蒙特大区都靈廣域市的一个市镇。总面积51.24平方公里，总人口26908，人口密度525.14人/平方公里（2018年12月31日）。基瓦索的名字来自拉丁语的 Clavasium，意思是“丘陵之前”。

## 历史

### 罗马帝国
基瓦索在罗马帝国时代是一个军营，由于地理优势，在都灵与米兰之间，承担了军事供应的重大任务。

### 中世纪
公元后1164年基瓦索进入Aleramici家族的统治下，经历了很大的发展期，如城堡和造币厂的建设，以及保存到现在的教堂。